# Trichosanthes sarawakensis
Trichosanthes sarawakensis är en gurkväxtart som beskrevs av C.H.Yueh och Lu Q.Huang. Trichosanthes sarawakensis ingår i släktet Trichosanthes och familjen gurkväxter. Inga underarter finns listade i Catalogue of Life.